# Torneo masculino de hockey sobre hierba en los Juegos Olímpicos de Moscú 1980
El torneo masculino de hockey sobre hierba en los Juegos Olímpicos de Moscú 1980 se llevó a cabo en el Estadio de los Jóvenes Pioneros del 20 de al 29 de julio de 1980.

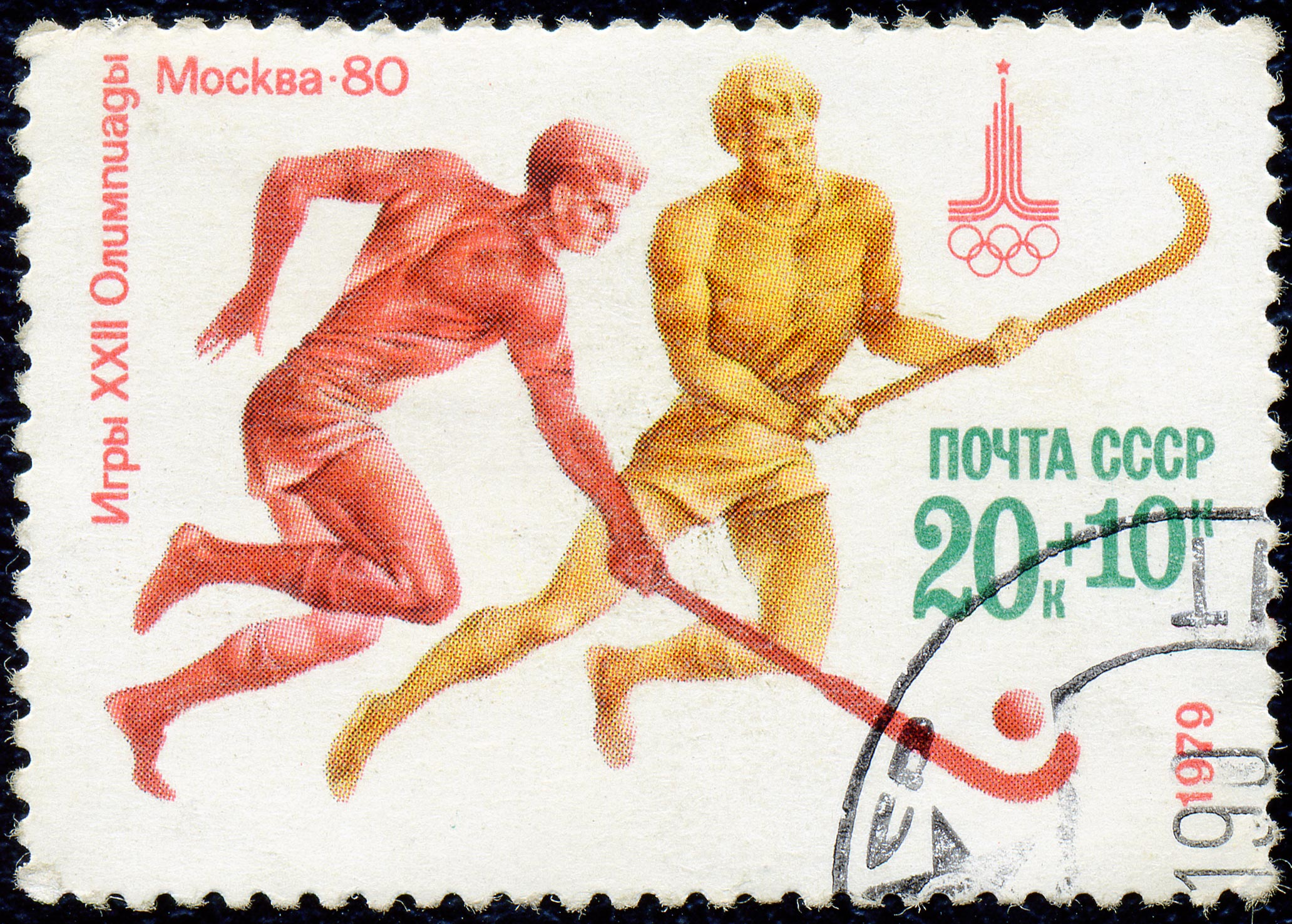
Un sello de correo para promocionar el torneo masculino de hockey sobre hierba en la 22. ª edición de los Juegos Olímpicos de Moscú usado en 1979.

Al no celebrarse competición de clasificación, el 3 de febrero de 1980, la Federación Internacional de Hockey, se reunió en Cannes. Allí, designó a los doce equipos seleccionados para participar, según los resultados obtenidos en las últimas competiciones mundiales y continentales. 
Estos países fueron los siguientes:
| Competición                  | Fecha                            | Sede                      | Plazas | Equipos clasificados                                    |
| ---------------------------- | -------------------------------- | ------------------------- | ------ | ------------------------------------------------------- |
| País anfitrión               | –                                | –                         | 1      | Unión Soviética                                         |
| Juegos Olímpicos de 1976     | 18 - 30 de julio de 1976         | Montreal · ( Canadá)      | 2      | Nueva Zelanda Australia                                 |
| Mundial de Hockey 1978       | 18 de marzo - 2 de abril de 1978 | Buenos Aires ( Argentina) | 6      | Pakistán Países Bajos Alemania España India Reino Unido |
| Juegos Panamericanos de 1979 | 6 - 14 de julio de 1979          | San Juan ( Puerto Rico)   | 1      | Argentina                                               |
| Invitado de Asia             | –                                | –                         | 1      | Malasia                                                 |
| Invitado de África           | –                                | –                         | 1      | Kenia                                                   |
| TOTAL                        |                                  |                           | 12     | 12                                                      |

Asimismo, se organizó la composición de los grupos para los Juegos Olímpicos de 1980, y se designaron una serie de países de reserva: 
| Grupo A      | Grupo B         |
| ------------ | --------------- |
| Pakistán     | Alemania        |
| Países Bajos | Australia       |
| India        | España          |
| Argentina    | Nueva Zelanda   |
| Reino Unido  | Unión Soviética |
| Kenia        | Malasia         |

| Equipos de reserva | Equipos de reserva | Equipos de reserva | Equipos de reserva | Equipos de reserva | Equipos de reserva | Equipos de reserva |
| ------------------ | ------------------ | ------------------ | ------------------ | ------------------ | ------------------ | ------------------ |
| Japón              | Canadá             | Estados Unidos     | Egipto             | Uganda             | Italia             | Polonia            |

Debido a la invasión de Afganistán por parte de la Unión Soviética, y siguiendo el Boicot a los Juegos Olímpicos de 1980, todos los países decidieron no participar en la competición, excepto España, India y el país anfitrión. De los países reservas todos rechazaron la participación en el torneo, excepto Polonia. 
Con todo lo sucedido, la competición quedó reducida a un único grupo de seis selecciones, Unión Soviética, España, India, Polonia, además de Cuba y Tanzania.

## Competición
El sistema fue de liga, a partido único. Una vez finalizada esta fase, El primer y segundo puesto lucharon por la medalla de oro; el tercero y cuarto, por la de bronce; y quinto y sexto, por la quinta plaza.

### Grupo Único (Fase Preliminar)
| Equipo          | Pts | PJ | PG | PE | PP | GF | GC | Dif |
| --------------- | --- | -- | -- | -- | -- | -- | -- | --- |
| España          | 9   | 5  | 4  | 1  | 0  | 33 | 3  | +30 |
| India           | 8   | 5  | 3  | 2  | 0  | 39 | 6  | +33 |
| Unión Soviética | 6   | 5  | 3  | 0  | 2  | 30 | 11 | +19 |
| Polonia         | 5   | 5  | 2  | 1  | 2  | 19 | 15 | +4  |
| Cuba            | 2   | 5  | 1  | 0  | 4  | 7  | 42 | -35 |
| Tanzania        | 0   | 5  | 0  | 0  | 5  | 3  | 54 | -51 |

| Fecha y sede                             | Partido         | Partido | Partido         | Resultado   |
| ---------------------------------------- | --------------- | ------- | --------------- | ----------- |
| 20-07-1980, 11:00, Estadio Dinamo, Moscú | Polonia         | -       | Cuba            | 7:1 (3:0)   |
| 20-07-1980, 12:45, Estadio Dinamo, Moscú | India           | -       | Tanzania        | 18:0 (12:0) |
| 20-07-1980, 17:00, Estadio Dinamo, Moscú | España          | -       | Unión Soviética | 2:1 (1:1)   |
| 21-07-1980, 11:00, Estadio Dinamo, Moscú | Unión Soviética | -       | Cuba            | 11:2 (5:1)  |
| 21-07-1980, 12:45, Estadio Dinamo, Moscú | España          | -       | Tanzania        | 12:0 (7:0)  |
| 21-07-1980, 17:00, Estadio Dinamo, Moscú | India           | -       | Polonia         | 2:2 (1:0)   |
| 23-07-1980, 11:00, Estadio Dinamo, Moscú | Cuba            | -       | Tanzania        | 4:0 (2:0)   |
| 23-07-1980, 12:45, Estadio Dinamo, Moscú | India           | -       | España          | 2:2 (1:1)   |
| 23-07-1980, 17:00, Estadio Dinamo, Moscú | Unión Soviética | -       | Polonia         | 5:1 (2:0)   |
| 24-07-1980, 11:00, Estadio Dinamo, Moscú | India           | -       | Cuba            | 13:0 (8:0)  |
| 24-07-1980, 12:45, Estadio Dinamo, Moscú | España          | -       | Polonia         | 6:0 (5:0)   |
| 24-07-1980, 17:00, Estadio Dinamo, Moscú | Unión Soviética | -       | Tanzania        | 11:2 (7:1)  |
| 26-07-1980, 11:00, Estadio Dinamo, Moscú | Polonia         | -       | Tanzania        | 9:1 (3:1)   |
| 26-07-1980, 12:45, Estadio Dinamo, Moscú | India           | -       | Unión Soviética | 4:2 (2:0)   |
| 26-07-1980, 17:00, Estadio Dinamo, Moscú | España          | -       | Cuba            | 11:0 (7:0)  |

### Partido por la 5.ª plaza
| Fecha y sede                                       | Partido | Partido | Partido  | Resultado |
| -------------------------------------------------- | ------- | ------- | -------- | --------- |
| 29-07-1980, 11:00, Estadio Jóvenes Pioneros, Moscú | Cuba    | -       | Tanzania | 4:1 (1:0) |

### Partido por la medalla de bronce
| Fecha y sede                             | Partido         | Partido | Partido | Resultado |
| ---------------------------------------- | --------------- | ------- | ------- | --------- |
| 29-07-1980, 15:00, Estadio Dinamo, Moscú | Unión Soviética | -       | Polonia | 2:1 (2:0) |

### Final
| Fecha y sede                             | Partido | Partido | Partido | Resultado |
| ---------------------------------------- | ------- | ------- | ------- | --------- |
| 29-07-1980, 17:00, Estadio Dinamo, Moscú | India   | -       | España  | 4:3 (2:0) |

## Clasificación final
| Po. | Equipo          |
| --- | --------------- |
| 1   | India           |
| 2   | España          |
| 3   | Unión Soviética |
| 4   | Polonia         |
| 5   | Cuba            |
| 6   | Tanzania        |

## Selecciones
| Oro    | India Bir Bahadur Chettri (portero), Allan Schofield (portero), Dung Dung Sylvanus, Rajinder Singh, Devinder Singh, Gurmail Singh, Ravinder Pal Singh, Vasudevan Bhaskaran, Somaya Muttana Maneypandey, Maharaj Krishon Kaushik, Charanjit Kumar, Merwyn Fernandes, Amarjit Singh Rana, Muhammad Shahid, Zafar Iqbal, Surinder Singh Sodhi Shokar. |
| Plata  | España José Miguel García Meseguer (portero), Jaime Zumalacárregui (portero), Juan Amat, Juan Arbós, Jaime Arbós, Javier Cabot, Ricardo Cabot, Miguel Chaves, Juan Luis Coghen, Miguel de Paz, Francisco Fábregas, Rafael Garralda, Santiago Malgosa, Paulino Monsalve, Juan Pellón, Carlos Roca.                                                  |
| Bronce | Unión Soviética Vladimir Pleshakov (portero), Minneula Azizov (portero), Viacheslav Lampeev, Leonid Pavlovski, Sos Airapetian, Farit Zigangirov, Valeri Belyakov, Sergei Klevtsov, Oleg Zagorodnev, Aleksandr Gusev, Sergei Pleshakov, Mikhail Nichepurenko, Aleksandr Sychyov, Aleksandr Miasnikov, Viktor Deputatov, Aleksandr Goncharov.        |
| Cuarto | Polonia Zygfryd Józefiak (portero), Krzysztof Glodowski (portero), Andrzej Mikina, Krystian Bak, Wlodzimierz Stanislawski, Leszek Hensler, Jerzy Wybieralski, Leszek Torz, Zbigniew Rachwalski, Henryk Horwat, Andrzej Mysliwiec, Adam Dolatowski, Leszek Andrzejczak, Jan Sitek, Jan Mielniczak, Mariusz Kubiak.                                  |
| Quinto | Cuba Severo Frometa (portero), Ángel Mora (portero), Bernabé Mario Izquierdo, Edgardo Vázquez, Tomás Varela, Jorge Ivo Mico, Rodolfo Delgado, Lázaro Hernández, Juan Blanco, Roberto Pascasio Ramírez, Ángel Fontane, Ricardo Campos, Juan Tranquilino Caballero, Juan Manuel Ríos, Héctor Pedroso, Raúl García.                                   |
| Sexto  | Tanzania Leopold Ngoroboto Gracias (portero), Taher Alí Hassan Alí (portero), Benedict Mendes, Soter Da Silva, Abraham Sykes, Youssef Manwar, Jaypal Singh, Mohamed Manji, Rajabu Rajab, Jasbir Virdee, Islam A. Islam, Stephen Da Silva, Frederick Furtado, Patrick Toto, Anoop Mukundan, Julius Peter.                                           |

## Máximos anotadores del torneo
| Puesto | Deportista                  | Goles |
| ------ | --------------------------- | ----- |
| 1      | Juan Amat                   | 16    |
| 2      | Surinder Singh Sodhi Shokar | 15    |
| 3      | Viacheslav Lampeev          | 9     |
| 4      | Devinder Singh              | 8     |
| 5      | Bernabé Mario Izquierdo     | 7     |